# Stephen Briggs
Pour les articles homonymes, voir Briggs.
Stephen Briggs est né en 1951 à Oxford où il fait ses études. Après avoir travaillé pour la Bodleian Library il rejoint le service public.
Stephen Briggs est officiellement employé dans l'industrie agroalimentaire mais il fait également du théâtre avec le Theater Club Studio d'Oxford.
Stephen Briggs est un grand fan du Disque-monde de Terry Pratchett.
Après avoir adapté pour la scène La Vie de Brian et Sacré Graal ! des Monty Python ainsi que Portherhouse et La Route sanglante de Tom Sharpe, il décide d'adapter Trois sœurcières de Terry Pratchett, dans laquelle il joua le duc Kasqueth.
L'année suivante, c'est au tour de Mortimer d'être adapté ; en 1993, il se lance dans Au guet !.